# Arthur Ashe
Arthur Robert Ashe, Jr. (født 10. juli 1943, død 6. februar 1993) var en amerikansk tennisspiller, der var professionel mellem 1969 og 1980. Han vandt igennem sin karriere hele 33 single- og 18 doubletitler, og hans højeste placering på ATP's verdensrangliste er en 1. plads, som han første gang opnåede i 1968. 
Ashe døde af AIDS i 1993, og til hans minde fik han opkaldt stadionet, hvorpå US Open spilles efter sig. Det hedder således nu Arthur Ashe Stadium. En statue af Ashe er desuden opført i hans hjemby Richmond i delstaten Virginia.

## Grand Slam
Ashe vandt i sin karriere 3 Grand Slam-titler, der fordelte sig således:
- Australian Open:
  - 1970

- Wimbledon:
  - 1975

- US Open:
  - 1968

## Eksterne links
- Arthur Ashe's officielle mindeside
- Arthur Ashes opslag i Munzinger Sportsarchiv (tysk)
- Arthur Ashes profil på Olympedia (engelsk)
- Arthur Ashes profil hos ATP World Tour (engelsk)
- Arthur Ashes profil hos ITF Tennis (engelsk)
- Arthur Ashes profil hos Davis Cup (engelsk)
- Arthur Ashes profil hos International Tennis Hall of Fame (engelsk)
- Arthur Ashes profil hos ITF Tennis (engelsk)
- Arthur Ashes profil hos NNDB (engelsk)
- Arthur Ashes profil hos Find a Grave (engelsk)
- Arthur Ashes profil hos Encyclopædia Britannica Online (engelsk)

- Wikimedia Commons har flere filer relateret til Arthur Ashe

1. ↑  Navnet er anført på svensk og stammer fra Wikidata hvor navnet endnu ikke findes på dansk.
2. ↑  Navnet er anført på engelsk og stammer fra Wikidata hvor navnet endnu ikke findes på dansk.